# Marina Tchetchneva
Marina Pavlovna Tchetchneva (em russo:  Марина Павловна Чечнева; 15 de agosto de 1922 – 12 de janeiro de 1984) foi uma piloto soviética durante a Segunda Guerra Mundial. Ela recebeu o título de Heroína da União Soviética em 15 de agosto de 1946, depois de ter concluído 810 missões nocturnas como piloto e líder do esquadrão. Fez parte da formação aérea Bruxas da Noite. Chechneva é autora de cinco livros sobre as suas experiências durante a guerra.

## Livros
- "A descolagem da aeronave para a noite" (1962)
- "Lutando com os meus amigos" (1975)
- "O céu continua a ser a nosso" (1976)
- "A história de Zhenya Rudneva" (1978)
- "Andorinhas na frente" (1984)